# Cyclodomorphus branchialis
Cyclodomorphus branchialis är en ödleart som beskrevs av  Günther 1867. Cyclodomorphus branchialis ingår i släktet Cyclodomorphus och familjen skinkar. Inga underarter finns listade i Catalogue of Life.